# Serie A (1997/1998)
Serie A 1997/1998 – 96. edycja najwyższej w hierarchii klasy mistrzostw Włoch w piłce nożnej, organizowanych przez Lega Nazionale, które odbyły się od 31 sierpnia 1997 do 16 maja 1998. Mistrzem został Juventus, zdobywając swój 25.tytuł.

## Organizacja
Liczba uczestników pozostała bez zmian (18 drużyn). Brescia, Empoli, Lecce i Bari awansowali z Serie B. Rozgrywki składały się z meczów, które odbyły się systemem kołowym u siebie i na wyjeździe, w sumie 34 rund: 3 punkty przyznano za zwycięstwo i po jednym punkcie w przypadku remisu, z możliwą dogrywką, rozstrzygać sytuacje ex aequo w końcowej klasyfikacji.. Zwycięzca rozgrywek ligowych otrzymywał tytuł mistrza Włoch. Cztery ostatnie drużyny spadało bezpośrednio do Serie B.

## Drużyny
| Uczestnicy poprzedniej edycji                                                                                 | Uczestnicy poprzedniej edycji | Uczestnicy poprzedniej edycji | Uczestnicy poprzedniej edycji |
| --- | ----------------------------- | ----------------------------- | ----------------------------- |
| JUV | Juventus                      | 1                             |                               |
| PAR | Parma                         | 2                             |                               |
| INT | Inter Mediolan                | 3                             |                               |
| LAZ | Lazio                         | 4                             |                               |
| UDI | Udinese                       | 5                             |                               |
| SAM | Sampdoria                     | 6                             |                               |
| BOL | Bologna                       | 7                             |                               |
| VIC | Vicenza                       | 8                             |                               |
| FIO | Fiorentina                    | 9                             |                               |
| ATA | Atalanta                      | 10                            |                               |
| MIL | Milan                         | 11                            |                               |
| ROM | Roma                          | 12                            |                               |
| NAP | Napoli                        | 13                            |                               |
| PIA | Piacenza                      | 14                            |                               |
| Spadek z poprzedniej edycji                                                                                   |                               |                               |                               |
| CAG | Cagliari                      | 15                            |                               |
| PER | Perugia                       | 16                            |                               |
| VER | Verona                        | 17                            |                               |
| REA | Reggiana                      | 18                            |                               |
| Awans z Serie B 1996/1997                                                                                     |                               |                               |                               |
| BRE | Brescia                       | 1                             |                               |
| EMP | Empoli                        | 2                             |                               |
| LCE | Lecce                         | 3                             |                               |
| BAR | Bari                          | 4                             |                               |
| Oznaczenia: - kolumna pierwsza – skróty nazw drużyn, - kolumna trzecia – miejsce zajęte w poprzednim sezonie. |                               |                               |                               |

## Tabela
| Lp. | Drużyna        | M  | Z  | R  | P  | B+ | B– | +/– | Pkt | Kwalifikacja lub spadek                      |
| --- | -------------- | -- | -- | -- | -- | -- | -- | --- | --- | -------------------------------------------- |
| 1   | Juventus (M)   | 34 | 21 | 11 | 2  | 67 | 28 | +39 | 74  | Liga Mistrzów UEFA • Faza grupowa            |
| 2   | Inter Mediolan | 34 | 21 | 6  | 7  | 62 | 27 | +35 | 69  | Liga Mistrzów UEFA • II runda kwalifikacyjna |
| 3   | Udinese        | 34 | 19 | 7  | 8  | 62 | 40 | +22 | 64  | Puchar UEFA • I runda                        |
| 4   | Roma           | 34 | 16 | 11 | 7  | 67 | 42 | +25 | 59  | Puchar UEFA • I runda                        |
| 5   | Fiorentina     | 34 | 15 | 12 | 7  | 65 | 36 | +29 | 57  | Puchar UEFA • I runda                        |
| 6   | Parma          | 34 | 15 | 12 | 7  | 55 | 39 | +16 | 57  | Puchar UEFA • I runda                        |
| 7   | Lazio          | 34 | 16 | 8  | 10 | 53 | 30 | +23 | 56  | Puchar Zdobywców Pucharów • I runda          |
| 8   | Bologna        | 34 | 12 | 12 | 10 | 55 | 46 | +9  | 48  | Puchar Intertoto UEFA • III runda            |
| 9   | Sampdoria      | 34 | 13 | 9  | 12 | 52 | 55 | −3  | 48  | Puchar Intertoto UEFA • II runda             |
| 10  | Milan          | 34 | 11 | 11 | 12 | 37 | 43 | −6  | 44  |                                              |
| 11  | Bari           | 34 | 10 | 8  | 16 | 30 | 45 | −15 | 38  |                                              |
| 12  | Piacenza       | 34 | 7  | 16 | 11 | 29 | 38 | −9  | 37  |                                              |
| 13  | Empoli         | 34 | 10 | 7  | 17 | 50 | 58 | −8  | 37  |                                              |
| 14  | Vicenza        | 34 | 9  | 9  | 16 | 36 | 61 | −25 | 36  |                                              |
| 15  | Brescia (S)    | 34 | 9  | 8  | 17 | 45 | 63 | −18 | 35  | Spadek do Serie B                            |
| 16  | Atalanta (S)   | 34 | 7  | 11 | 16 | 25 | 48 | −23 | 32  | Spadek do Serie B                            |
| 17  | Lecce (S)      | 34 | 6  | 8  | 20 | 32 | 72 | −40 | 26  | Spadek do Serie B                            |
| 18  | Napoli (S)     | 34 | 2  | 8  | 24 | 25 | 76 | −51 | 14  | Spadek do Serie B                            |

1. ↑  Fiorentina została sklasyfikowana wyżej dzięki liczbie punktów zdobytych w meczach bezpośrednich: FIO 1–1 PAR; PAR 1–2 FIO.
2. ↑  Bologna została sklasyfikowana wyżej dzięki liczbie punktów zdobytych w meczach bezpośrednich: BOL 2–2 SAM; SAM 2–3 BOL.

## Wyniki
Drużyny grają ze sobą dwa razy u siebie i na wyjeździe.
| Gospodarz \ Gość | ATA | BAR | BOL | BRE | EMP | FIO | INT | JUV | LAZ | LCE | MIL | NAP | PAR | PIA | ROM | SAM | UDI | VIC |
| ---------------- | --- | --- | --- | --- | --- | --- | --- | --- | --- | --- | --- | --- | --- | --- | --- | --- | --- | --- |
| Atalanta         |     | 2–0 | 4–2 | 0–1 | 1–0 | 1–0 | 1–2 | 1–1 | 0–0 | 0–0 | 1–2 | 1–0 | 0–0 | 2–2 | 0–1 | 0–2 | 1–1 | 1–3 |
| Bari             | 0–0 |     | 0–0 | 2–1 | 2–0 | 0–1 | 2–1 | 0–5 | 0–2 | 2–2 | 1–0 | 2–0 | 0–2 | 0–0 | 1–3 | 0–1 | 0–0 | 0–0 |
| Bologna          | 0–0 | 4–3 |     | 2–1 | 2–2 | 2–2 | 2–4 | 1–3 | 2–1 | 2–0 | 3–0 | 5–1 | 1–2 | 3–0 | 0–0 | 2–2 | 2–0 | 3–1 |
| Brescia          | 2–2 | 1–1 | 1–3 |     | 3–1 | 1–3 | 0–1 | 1–1 | 1–1 | 3–2 | 2–2 | 2–1 | 2–1 | 2–0 | 1–1 | 3–3 | 0–4 | 4–0 |
| Empoli           | 1–0 | 2–3 | 0–0 | 3–1 |     | 1–1 | 1–1 | 0–1 | 1–0 | 5–1 | 0–1 | 5–0 | 2–0 | 2–3 | 1–3 | 4–1 | 1–0 | 3–2 |
| Fiorentina       | 5–0 | 3–1 | 1–1 | 5–1 | 1–2 |     | 1–1 | 3–0 | 1–3 | 5–0 | 2–0 | 4–0 | 1–1 | 1–1 | 0–0 | 1–1 | 1–0 | 1–1 |
| Inter Mediolan   | 4–0 | 0–1 | 0–1 | 2–1 | 4–1 | 3–2 |     | 1–0 | 1–1 | 5–0 | 2–2 | 2–0 | 1–0 | 0–0 | 3–0 | 3–0 | 2–0 | 2–1 |
| Juventus         | 3–1 | 1–0 | 3–2 | 4–0 | 5–2 | 2–1 | 1–0 |     | 2–1 | 2–0 | 4–1 | 2–2 | 2–2 | 2–0 | 3–1 | 3–0 | 4–1 | 2–0 |
| Lazio            | 0–2 | 3–2 | 1–0 | 1–0 | 3–1 | 1–4 | 3–0 | 0–1 |     | 4–0 | 2–1 | 2–0 | 1–2 | 0–0 | 2–0 | 3–0 | 2–3 | 4–0 |
| Lecce            | 1–1 | 0–1 | 1–1 | 2–0 | 2–2 | 1–1 | 1–5 | 0–2 | 1–0 |     | 0–0 | 2–0 | 0–2 | 1–3 | 1–3 | 1–3 | 1–2 | 0–1 |
| Milan            | 3–0 | 2–0 | 0–0 | 2–1 | 3–1 | 0–2 | 0–3 | 1–1 | 1–1 | 1–2 |     | 0–0 | 1–1 | 1–0 | 0–0 | 1–0 | 0–0 | 0–1 |
| Napoli           | 0–1 | 2–2 | 0–0 | 0–3 | 2–1 | 1–1 | 0–2 | 1–2 | 0–0 | 2–4 | 1–2 |     | 0–4 | 1–2 | 0–2 | 0–2 | 1–3 | 2–0 |
| Parma            | 2–2 | 1–0 | 2–0 | 1–3 | 2–0 | 1–2 | 1–0 | 2–2 | 1–1 | 2–1 | 3–1 | 3–1 |     | 1–1 | 0–2 | 2–2 | 4–0 | 2–1 |
| Piacenza         | 3–0 | 0–1 | 0–0 | 0–0 | 0–0 | 0–0 | 0–1 | 1–1 | 0–0 | 1–0 | 1–1 | 1–0 | 1–3 |     | 3–3 | 1–0 | 0–2 | 1–1 |
| Roma             | 3–0 | 2–1 | 2–1 | 5–0 | 4–3 | 4–1 | 1–2 | 0–0 | 1–3 | 3–1 | 5–0 | 6–2 | 2–2 | 1–1 |     | 2–0 | 1–2 | 2–2 |
| Sampdoria        | 2–0 | 1–0 | 2–3 | 2–1 | 3–0 | 2–0 | 1–1 | 1–1 | 0–4 | 1–1 | 0–3 | 6–3 | 5–2 | 3–1 | 1–1 |     | 0–3 | 2–1 |
| Udinese          | 1–0 | 2–0 | 4–3 | 3–1 | 2–2 | 2–3 | 1–0 | 1–1 | 0–2 | 6–0 | 2–1 | 1–1 | 1–1 | 2–0 | 4–2 | 3–2 |     | 3–0 |
| Vicenza          | 1–0 | 1–2 | 3–2 | 2–1 | 1–0 | 1–5 | 1–3 | 0–0 | 2–1 | 1–3 | 1–4 | 1–1 | 0–0 | 3–2 | 1–1 | 1–1 | 1–3 |     |

## Najlepsi strzelcy
| Bramki  | Strzelcy             | Drużyna        |
| ------- | -------------------- | -------------- |
| 27 (2)  | Oliver Bierhoff      | Udinese        |
| 25 (7)  | Ronaldo              | Inter Mediolan |
| 22 (11) | Roberto Baggio       | Bologna        |
| 21      | Gabriel Batistuta    | Fiorentina     |
| 21 (4)  | Alessandro Del Piero | Juventus       |
| 20 (4)  | Vincenzo Montella    | Sampdoria      |
| 18      | Filippo Inzaghi      | Juventus       |
| 16 (5)  | Dario Hübner         | Brescia        |
| 15 (1)  | Luis Oliveira        | Fiorentina     |
| 14 (3)  | Carmine Esposito     | Empoli         |
| 14 (3)  | Abel Balbo           | Roma           |

## Skład mistrzów
| Zwycięzca Serie A 1997/98 |
| ------------------------- |
| Juventus 25 Tytuł         |

| formacja | Piłkarz (liczba meczów)    |
| --- | -------------------------- |
| Peruzzi Birindelli Montero Iuliano Pessotto Di Livio Deschamps Conte Zidane Inzaghi Del Piero | Angelo Peruzzi (31)        |
| Peruzzi Birindelli Montero Iuliano Pessotto Di Livio Deschamps Conte Zidane Inzaghi Del Piero | Alessandro Birindelli (29) |
| Peruzzi Birindelli Montero Iuliano Pessotto Di Livio Deschamps Conte Zidane Inzaghi Del Piero | Paolo Montero (26)         |
| Peruzzi Birindelli Montero Iuliano Pessotto Di Livio Deschamps Conte Zidane Inzaghi Del Piero | Mark Iuliano (25)          |
| Peruzzi Birindelli Montero Iuliano Pessotto Di Livio Deschamps Conte Zidane Inzaghi Del Piero | Gianluca Pessotto (21)     |
| Peruzzi Birindelli Montero Iuliano Pessotto Di Livio Deschamps Conte Zidane Inzaghi Del Piero | Angelo Di Livio (30)       |
| Peruzzi Birindelli Montero Iuliano Pessotto Di Livio Deschamps Conte Zidane Inzaghi Del Piero | Didier Deschamps (25)      |
| Peruzzi Birindelli Montero Iuliano Pessotto Di Livio Deschamps Conte Zidane Inzaghi Del Piero | Antonio Conte (28)         |
| Peruzzi Birindelli Montero Iuliano Pessotto Di Livio Deschamps Conte Zidane Inzaghi Del Piero | Zinédine Zidane (32)       |
| Peruzzi Birindelli Montero Iuliano Pessotto Di Livio Deschamps Conte Zidane Inzaghi Del Piero | Filippo Inzaghi (31)       |
| Peruzzi Birindelli Montero Iuliano Pessotto Di Livio Deschamps Conte Zidane Inzaghi Del Piero | Alessandro Del Piero (32)  |
| Peruzzi Birindelli Montero Iuliano Pessotto Di Livio Deschamps Conte Zidane Inzaghi Del Piero | Trener: Marcello Lippi     |
| Pozostałe piłkarze: Alessio Tacchinardi (23), Dimas (21), Fabio Pecchia (21), Moreno Torricelli (20), Edgar Davids (20), Ciro Ferrara (17), Daniel Fonseca (15), Nicola Amoruso (10), Michelangelo Rampulla (5), Marcelo Zalayeta (5), Salvatore Aronica (1), Michele Padovano (1), Marco Zamboni (1). |                            |